# Gijze Stroboer
Gijze Stroboer (Amsterdam, 24 maggio 1954) è un ex pallanuotista olandese, vincitore di una medaglia di bronzo alle olimpiadi di Montréal 1976.